# DHW Antwerpen HC
DHW Antwerpen is een Belgische vrouwenhandbalploeg uit Antwerpen die uitkomt in de Eerste nationale (dames). 

## Geschiedenis
De club werd opgericht in 2004-'05.  Voorgangers zijn het vrouwenteam van KV Sasja HC Hoboken en het damesteam van Uilenspiegel Wilrijk. Men traint in sporthal Sorghvliedt te Hoboken. Hoofdtrainer is Rik Strykers.

## Speelsters
- Sinne Bes
- Femke Van Gestel
- Nathalie De Vooght
- Jana Maes
- Sara Haazen
- Tamberley Husson
- Rilke Janssens
- Joni Muys
- Shana Husson
- Sandra Ruginyte
- Joana Ribeiro
- Amelia Neacsu
- Gitte Janssens
- Anne De Wijk
- Anita Szamosi
- Teuntje Voermans
- Arina Shulga
- Amber Major
- Charlotte Van Pelt

## Palmares
- Landskampioen: 2005, 2011 en 2013
- Vice-kampioen: 2007 2008 en 2009
- Bekerwinnaar: 2006
- Bekerfinalist: 2007 en 2011